# 16117 Herbst
16117 Herbst è un asteroide della fascia principale. Scoperto nel 1999, presenta un'orbita caratterizzata da un semiasse maggiore pari a 3,1840175 au e da un'eccentricità di 0,1510983, inclinata di 6,93556° rispetto all'eclittica.